# Antihomomorphismus
In der Mathematik ist ein Antihomomorphismus eine Funktion, die auf zwei Mengen mit jeweils einer zweistelligen Verknüpfung definiert ist und die die Reihenfolge der Operanden umkehrt. Ein Antiisomorphismus ist ein bijektiver Antihomomorphismus. Ein Antiendomorphismus ist ein Antihomomorphismus, bei dem Definitionsmenge und Zielmenge übereinstimmen. Ein Antiautomorphismus ist ein Antiisomorphismus, der gleichzeitig Antiendomorphismus ist.

## Formale Definition
Seien {\displaystyle D\,} und {\displaystyle Z\,} Mengen, auf denen jeweils eine Rechenvorschrift oder zweistellige Verknüpfung, z. B. eine Multiplikation,
{\displaystyle d_{1}\times _{\!D}d_{2}=d\,}      und      {\displaystyle z_{1}\times _{\!Z}z_{2}=z\,}
existiert und sei
{\displaystyle \phi \colon D\to Z}
eine Abbildung zwischen den beiden Mengen. Dann wird {\displaystyle \phi \,} Antihomomorphismus genannt, wenn
{\displaystyle \phi (d_{1}\times _{\!D}d_{2})=\phi (d_{2})\times _{\!Z}\phi (d_{1})\,}
ist. Im Gegensatz zum Homomorphismus kehrt der Antihomomorphismus in der Zielmenge die Faktoren um.

## Beispiele
1. In der Gruppentheorie ist die Inversionsabbildung
       {\displaystyle \phi \colon G\to G\qquad } mit {\displaystyle \qquad \phi (g)=g^{-1}\,}
 ein Antiautomorphismus.
2. In der Ringtheorie ist ein Antihomomorphismus eine Abbildung zwischen zwei Ringen, die bei der Multiplikation die Reihenfolge umkehrt, während diese bei der – ohnehin kommutativen – Addition keine Rolle spielt. Ein wichtiges Beispiel ist die Transposition einer Matrix
       {\displaystyle {\begin{aligned}(A+B)^{T}&=A^{T}+B^{T}\\(A\cdot B)^{T}&=B^{T}\cdot A^{T}\\\end{aligned}}}
3. Ein weiteres Beispiel für einen Ringantihomomorphismus ist die Konjugation bei den Quaternionen:
       {\displaystyle {\begin{aligned}{\overline {x+y}}&={\bar {x}}+{\bar {y}}\\{\overline {x\cdot y}}&={\bar {y}}\cdot {\bar {x}}\\\end{aligned}}}
4. Ist G eine Gruppe und {\displaystyle \psi \colon G\to G} ein Automorphismus, so ist {\displaystyle g\mapsto \psi (g^{-1})} ein Antiautomorphismus.

## Involutiver Antiautomorphismus
Die ersten 3 der oben genannten Antiautomorphismen sind gleichzeitig Involutionen, d. h. die doppelte Ausführung ergibt die identische Abbildung. Mit den Bezeichnungen von oben gilt nämlich:
1. {\displaystyle (g^{-1})^{-1}=g\,}
2. {\displaystyle \left(A^{T}\right)^{T}=A}
3. {\displaystyle {\overline {({\bar {x}})}}=x}.

Man spricht dann von einem involutiven Antiautomorphismus. Gelegentlich findet sich auch die etwas verkürzte Bezeichnung „Anti-Involution“.
Der Antiautomorphismus im letzten Beispiel ist nur dann involutiv, wenn der Automorphismus {\displaystyle \psi \,} selbst schon involutiv ist.

## Bemerkung
Bei einem Antihomomorphismus (und einem Antiisomorphismus) kann entweder in der Definitionsmenge oder in der Zielmenge die Verknüpfung, wenn es keine weitere Bezugnahme auf sie gibt, durch eine dritte {\displaystyle \times \,} ersetzt werden, sagen wir:
{\displaystyle z_{2}\times _{\!Z}z_{1}=:z_{1}\times z_{2}\,}.
Durch eine solche Umdefinition wird der Antihomomorphismus zu einem Homomorphismus in der neuen Verknüpfung.
Bei Antiendomorphismen (und Antiautomorphismen) ist die Bezugnahme aber von vornherein doppelt, da die Verknüpfung in Definitionsmenge und Zielmenge dieselbe ist. Hier wird durch eine Umdefinition nichts gewonnen.

## Weitere Eigenschaften
Ist die Verknüpfung der Zielmenge kommutativ, dann ist ein Antihomomorphismus dasselbe wie ein Homomorphismus.
Die Zusammensetzung von zwei Antihomomorphismen ergibt einen Homomorphismus. Die Komposition eines Antihomomorphismus mit einem Homomorphismus ergibt einen Antihomomorphismus.